# قائمة قرى بارق
هذه قائمة قرى بارق المدينة المعروفة بأرض قبيلة بارق وهي مرتبة أبجدياً: ملاحظة - توضيح (يوجد الكثير من المذكور في القائمة قرى كبيرة وأحياء وبعض القرى تتشابة في الأسم لكن أماكنها مختلفة).

## أ
- أبا الرخم
- ابن سعيدان
- أثلة
- الأضحى
- الأغوار

## ب
- بادي
- الباشة
- البشامة
- بتال
- البراق
- البرقاء
- بقرة
- آل بلال
- البيداء
- البيضاء

## ت
- تريبة

## ث
- ثربان
- ثريبان
- ثعيب
- الثمالة

## ج
- جبال
- الجب
- جرية
- الجعلة
- الجلفة
- الجماء
- آل جيفان
- الجوة

## ح
- الحباب
- حباب
- الحباطة
- حباطة ريدان
- حماطة
- الحبياء
- الحبيل
- الحجاني
- الحدب
- الحداب
- حدبة الاشراف
- حدبة السادة
- الحدبة (آل موسى)
- الحدبة (آل جبلي)
- حدبة شيبان
- حدق
- الحذف
- الحرقة
- الحشاء
- الحشاة
- الحفنة
- حقو
- الحصمة
- الحصنيين (بلاد آل موسى)
- الحصنيين (بلاد آل جبلي)
- الحضن
- الحفنة
- حقو آل بن جودة
- حقو قتروى
- حقو شعبين
- حقو قتروي
- حقو آل ملح
- حقو آل مناع
- حقة
- حماطة
- الحمراء
- الحمض
- الحوزات

## خ
- الخادة
- خاط
- الخالص
- الخبيان
- الخرباء
- الخرص
- الخريقين
- الخشناء
- الخطيم
- الخضراء
- الخماصية
- الخوش
- الخيال

## د
- الدبغة
- الدس
- دلهم
- الدولج

## ر
- الرابخ
- الراحة
- راحة آل عاصم
- الرجع
- الرحبة
- الردة
- الردم
- الرص (آل موسى بن علي)
- الرص (آل حجري)
- الركبة
- الرهوة
- الرمادة
- ريدة

## ز
- الزريبة

## س
- ساحل
- السدة
- السر
- السعى
- السلم
- السلمة
- السود
- السوداء

## ش
- الشارقة
- الشاطى
- الشامية
- الشجاء
- الشرادية
- الشراف
- شري
- الشرعبي
- الشعابنة
- الشعب (آل سباعي)
- شعب الحذف
- شعب ساقية
- شعب سيال
- شعب الشقف
- شعب علوان
- شعب العينين
- شعب آل عايض
- شعب الحلف
- الشعبة
- شعبه
- شعف الشقب
- الشمراء
- الشفرة
- الشفا
- شقبان
- الشقرة
- الشقيفي
- الشقيص
- الشوارق
- الشوكة
- شهار

## ص
- الصاب
- صالح
- صعبان (آل صعبان)
- صعبان (آل فصيل)
- الصفاء
- الصفية
- الصلال

## ط
- الطحل

## ظ
- الظهرة

## ع
- عاطف
- آل عاصم
- العاينة
- العجمة
- العدن (آل صعبان)
- العدن (آل فصيل)
- المدن
- عدوان
- المرانة
- العرقوب
- العروض
- العسرات
- العسرة
- العسف
- عضوضة
- آل عطيفة
- عفاس
- العفوس
- العقالة
- العلب
- العنقاء
- عنكير
- العيسى
- آل عيشي
- العيرية
- العينة

## غ
- غرابة
- غشوشة
- الغلافية
- الغيور
- الأغوار
- الغيوار

## ف
- الفاتح
- الفالج
- الفرع
- الفرعة
- فطيمة
- فقعة
- الفليق
- الفوهة

## ق
- القابل
- القرص
- القرن
- قرن عامر
- قرن مخاد
- القرى
- القروي
- القريحاء
- القسوية
- القطفة
- قضريمة
- القظيف
- القفيل (آل سباعي)
- القفيل ( آل صعبان)
- القفازة
- القلباء
- القلب (آل سباعي)
- القلب ( آل موسي بن علي)
- القهباء
- القهبة

## ك
- الكاربة
- الكنبي
- كنبي آل سالم
- كنشيلة
- كوزرة

## ل
- آل سلماء
- اللوح

## م
- المبنى
- مجرنة
- المحانة
- المحاته
- المحارير
- محل سفيان
- المخاضة
- مخشوشة
- المدارية
- المدورة
- المرارة
- المرتزة
- المرتمض
- المرواء
- مروح
- المروان
- المروة
- المريبعة
- مزبورة
- المزبورة
- مستور
- مسعرين
- المشباح
- مشرف
- المشعر
- المشعورة
- آل مصبح
- المظهي
- المعازب
- المعبود
- المفرق
- مقطة
- المغرقة
- مقطة
- المقراء
- المقوس
- الملحاء
- المليح
- المنزل
- المنافش
- المنفسة
- المنيظر
- الميفاء

## ن
- النخلة
- النصب
- نصب الخادة
- نعب
- نقب

## هـ
- هتمان
- هدان الأسفل
- هدان الأعلى

## و
- الواديين
- الوجاء
- الوجد
- الوصيل
- الوعائر